# 迈克尔·勒尼德
迈克尔·勒尼德（英語：Michael Learned，1939年4月9日—），女，美国演员。曾获得黄金时段艾美奖戏剧类电视系列剧最佳女主角。